# Tirepied
Tirepied est une ancienne commune française du département de la Manche et de la région Normandie intégrée le 1er janvier 2019 au sein de la commune nouvelle de Tirepied-sur-Sée.

## Géographie
La localité est située au nord de l'Avranchin. Son bourg est à 8 km à l'ouest de Brécey, à 8,5 km au nord-est d'Avranches et à 18 km au sud de Villedieu-les-Poêles.

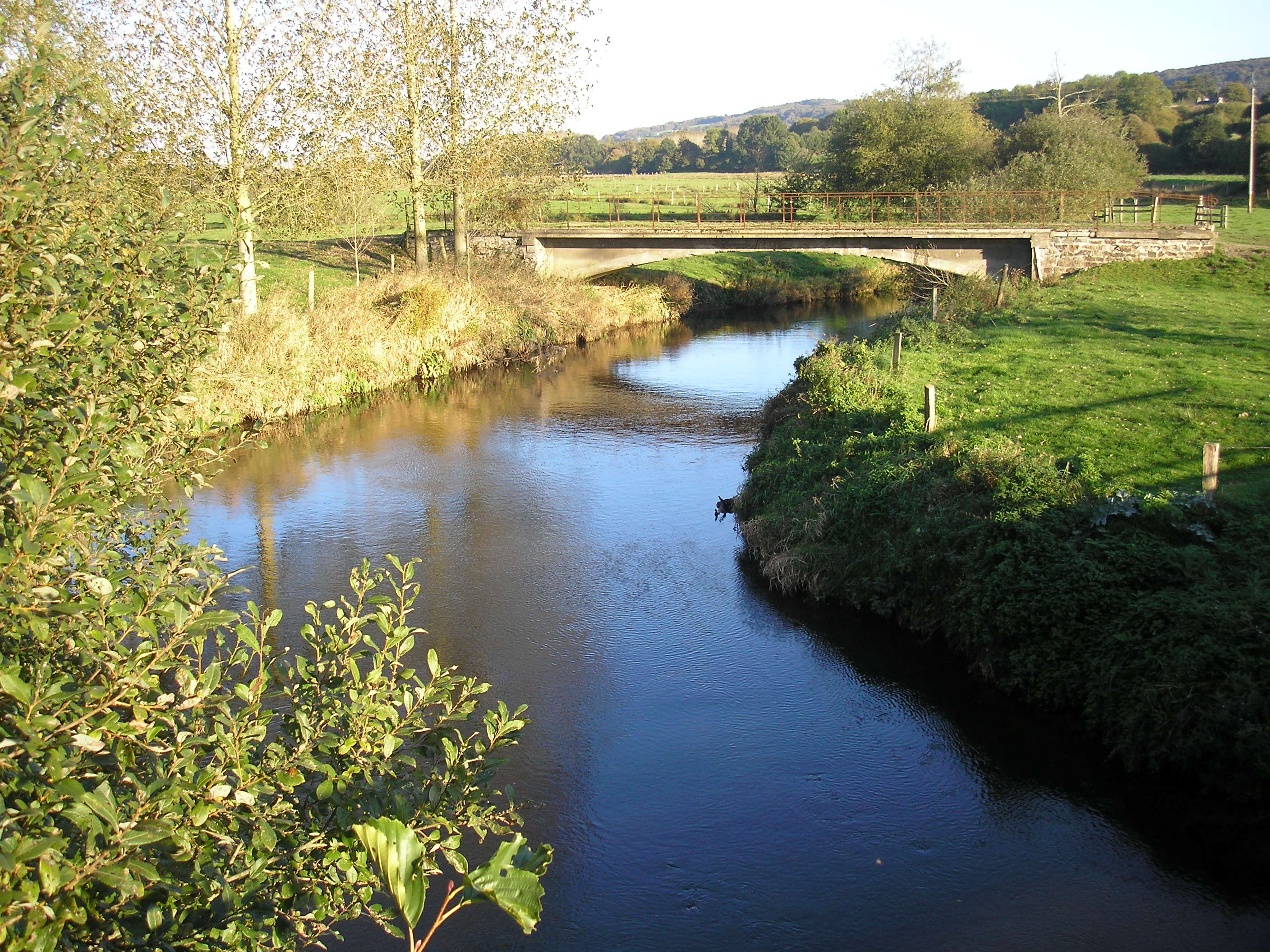
La Sée en limite sud du territoire.

| Plomb                       | Braffais                   | La Chaise-Baudouin, Saint-Georges-de-Livoye |
| Ponts                       | Tirepied                   | Saint-Georges-de-Livoye, Vernix             |
| Saint-Senier-sous-Avranches | Saint-Brice, La Gohannière | Vernix, La Gohannière                       |

## Toponymie
Le nom de la localité est attesté sous la forme Tirepié en 1369 et 1373.
Charles Rostaing évoque une origine à partir du composé verbal de tire et pied qui selon lui indiquerait une « montée rude », ce que la topographie des lieux peut accréditer. René Lepelley émet plus timidement l'hypothèse d'un terrain défriché (dont on aurait « tiré les pieds des arbres ».
Le nom de l'ancienne paroisse et commune de Sainte-Eugienne est attesté sous les formes Sancte Eugenie en 1211 et Sanaa Eugnenya en 1369 et 1373. Eugienne est une variante du nom d'Eugénie de Rome, martyre du IIIe siècle, dont la statue de pierre tenant en mains une liasse de parchemins trône dans l'ancienne petite église paroissiale.

## Histoire
Un Renaud de Crux accompagna le duc de Normandie, Robert Courteheuse à la première croisade, en 1096, et un Geoffroy de Crux fut, en 1394, l'un des 119 défenseurs du Mont-Saint-Michel.
À la création des cantons, Tirepied est chef-lieu de canton. Ce canton est supprimé lors du redécoupage cantonal de l'an IX (1801).
Le 1er janvier 1973, Tirepied (668 habitants en 1968) absorbe Sainte-Eugienne (62 habitants), au nord de son territoire.
Le 1er janvier 2019, Tirepied intègre avec La Gohannière la commune de Tirepied-sur-Sée créée sous le régime juridique des communes nouvelles instauré par la loi no 2010-1563 du 16 décembre 2010 de réforme des collectivités territoriales. Aucune commune déléguée n'est créée et le chef-lieu de la commune nouvelle est établi à la mairie de Tirepied.

## Politique et administration

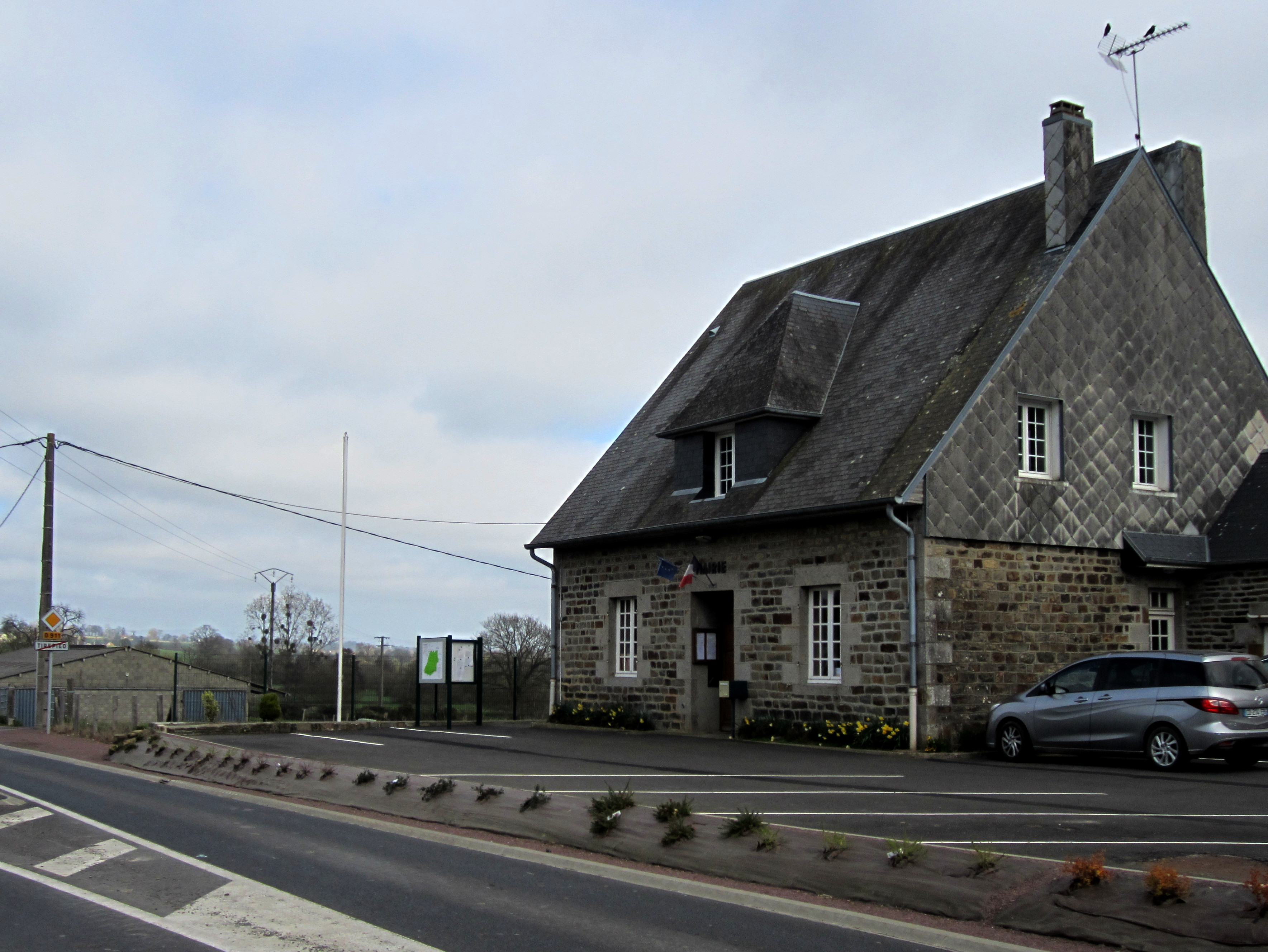
Mairie.

### Liste des maires
| Période                                                                                 | Période        | Identité                           | Étiquette | Qualité            |
| --------------------------------------------------------------------------------------- | -------------- | ---------------------------------- | --------- | ------------------ |
| 1793                                                                                    | juin 1800      | François Pierre Nicolas Villeneuve |           |                    |
| juin 1800                                                                               | mai 1802       | Claude Leroux                      |           |                    |
| mars 1802                                                                               | octobre 1806   | Gabriel Louis François Leclerc     |           |                    |
| octobre 1806                                                                            | avril 1809     | Guillaume Des Près Duval           |           |                    |
| avril 1809                                                                              | décembre 1815  | Guillaume François Guérin          |           |                    |
| décembre 1815                                                                           | décembre 1817  | Jean-Baptiste Loslier              |           |                    |
| janvier 1818                                                                            | décembre 1830  | Buisson Duval                      |           |                    |
| décembre 1830                                                                           | février 1835   | Nicolas Hallais                    |           |                    |
| février 1835                                                                            | septembre 1837 | François Côme Fontaine             |           |                    |
| septembre 1837                                                                          | septembre 1838 | Victor Romain Leroux               |           |                    |
| septembre 1838                                                                          | juin 1843      | Jacques Jean Évrard                |           |                    |
| juin 1843                                                                               | octobre 1843   | Jean-François Gauthier             |           |                    |
| octobre 1843                                                                            | avril 1848     | Jean Évrard                        |           |                    |
| avril 1848                                                                              | septembre 1848 | Julien Navet                       |           |                    |
| septembre 1848                                                                          | décembre 1850  | Victor Romain Leroux               |           |                    |
| décembre 1850                                                                           | juillet 1852   | Jacques Auguste Provost            |           |                    |
| juillet 1852                                                                            | juillet 1855   | Jean-François Cudelou              |           |                    |
| juillet 1855                                                                            | octobre 1865   | Claude François Deboisadam         |           |                    |
| octobre 1865                                                                            | janvier 1868   | François Dodeman                   |           |                    |
| janvier 1868                                                                            | 1877           | François Letreguilly               |           |                    |
| 1877                                                                                    | juillet 1892   | Victor Claude Marie                |           |                    |
| 1892                                                                                    | 1907           | Isidore Navet                      |           |                    |
| 1907                                                                                    | 1924           | Constant Cudelou                   |           |                    |
| 1924                                                                                    | 1924           | Louis Lebreton                     |           |                    |
| 1924                                                                                    | 1935           | François Vauprès                   |           |                    |
| 1935                                                                                    | 1943           | Albert Provost                     |           |                    |
| 1943                                                                                    | 1977           | Jean-Baptiste Cudelou              |           |                    |
| 1977                                                                                    | mars 2008      | Michel Faucon                      |           |                    |
| mars 2008                                                                               | avril 2014     | Béatrice Odienne                   | SE        | Retraitée (banque) |
| avril 2014                                                                              | décembre 2018  | Thierry Lemoine                    | SE        | Chef d'entreprise  |
| Une partie des données est issue d'une liste établie par Jean Pouëssel et Michel Érard. |                |                                    |           |                    |

Au moment de la fusion, le conseil municipal était composé de quinze membres dont le maire et trois adjoints. Ces conseillers intègrent au complet le conseil municipal de Tirepied-sur-Sée le 1er janvier 2019 jusqu'en 2020.

## Démographie
L'évolution du nombre d'habitants est connue à travers les recensements de la population effectués dans la commune depuis 1793. Pour les communes de moins de 10 000 habitants, une enquête de recensement portant sur toute la population est réalisée tous les cinq ans, les populations de référence des années intermédiaires étant quant à elles estimées par interpolation ou extrapolation. Pour la commune, le premier recensement exhaustif entrant dans le cadre du nouveau dispositif a été réalisé en 2007.
En 2016, la commune comptait 818 habitants, en évolution de +5,28 % par rapport à 2010 (Manche : −0,31 %, France hors Mayotte : +2,11 %).
Au premier recensement républicain, en 1793, Tirepied comptait 1 530 habitants, population jamais atteinte depuis.
| 1793  | 1800 | 1806  | 1821  | 1831  | 1836  | 1841  | 1846  | 1851  |
| ----- | ---- | ----- | ----- | ----- | ----- | ----- | ----- | ----- |
| 1 530 | 902  | 1 441 | 1 330 | 1 313 | 1 303 | 1 281 | 1 246 | 1 275 |

| 1856  | 1861  | 1866  | 1872  | 1876  | 1881  | 1886  | 1891  | 1896 |
| ----- | ----- | ----- | ----- | ----- | ----- | ----- | ----- | ---- |
| 1 273 | 1 260 | 1 197 | 1 195 | 1 187 | 1 153 | 1 110 | 1 043 | 971  |

| 1901 | 1906 | 1911 | 1921 | 1926 | 1931 | 1936 | 1946 | 1954 |
| ---- | ---- | ---- | ---- | ---- | ---- | ---- | ---- | ---- |
| 962  | 930  | 919  | 806  | 803  | 857  | 831  | 834  | 780  |

| 1962 | 1968 | 1975 | 1982 | 1990 | 1999 | 2006 | 2007 | 2012 |
| ---- | ---- | ---- | ---- | ---- | ---- | ---- | ---- | ---- |
| 713  | 668  | 626  | 643  | 638  | 693  | 747  | 754  | 786  |

| 2016 | - | - | - | - | - | - | - | - |
| ---- | - | - | - | - | - | - | - | - |
| 818  | - | - | - | - | - | - | - | - |

| 1793 | 1800 | 1806 | 1821 | 1831 | 1836 | 1841 | 1846 |
| ---- | ---- | ---- | ---- | ---- | ---- | ---- | ---- |
| 142  | 130  | 173  | 148  | 142  | 153  | 163  | 172  |

| 1851 | 1856 | 1861 | 1866 | 1872 | 1876 | 1881 | 1886 |
| ---- | ---- | ---- | ---- | ---- | ---- | ---- | ---- |
| 146  | 142  | 139  | 122  | 116  | 126  | 104  | 96   |

| 1891 | 1896 | 1901 | 1906 | 1911 | 1921 | 1926 | 1931 |
| ---- | ---- | ---- | ---- | ---- | ---- | ---- | ---- |
| 93   | 104  | 95   | 82   | 73   | 73   | 78   | 69   |

| 1936 | 1946 | 1954 | 1962 | 1968 | - | - | - |
| ---- | ---- | ---- | ---- | ---- | - | - | - |
| 65   | 82   | 71   | 61   | 62   | - | - | - |

## Lieux et monuments
- Église Sainte-Eugienne, d'origine romane, remaniée et refaite au XVIIe siècle, mais qui a conservée des traces plus anciennes dont un portail. Elle abrite trois statues : sainte Eugienne, saint François d'Assise et Vierge à l'Enfant, classées au titre objet aux monuments historiques, ainsi qu'une cloche Louise-Victoire, portant inscription, également classée[16].
- Église Notre-Dame du XVIIe siècle, au bord de la Sée avec un intérieur gothique. L'édifice abrite une Vierge à l'Enfant du XVIe et un calice et sa patène du XVIIe classés au titre objet aux monuments historiques[17], ainsi qu'un retable du XVIIIe, restauré en 1995-1996, représentant l'Assomption entre deux colonnes torses, un coffre Renaissance du XVIIe, un Chemin de croix du XXe de R. Guinard[8], un aigle lutrin, et des armoiries sculptées sur des dalles à l'entrée.
- Croix de cimetière des XVIIe et XIXe siècles.
- Croix de chemin dites la Croix Gauchet du XVIIe siècle, la croix Guérin du XXe siècle, la croix Cordon au bois de Tirepied du XXe siècle.

Pour mémoire
- Château fort démoli par Louis XI et dont on voyait encore des traces au XIXe siècle[18].
- Chapelle Notre-Dame de Crux. L'édifice, détruit en 1974, a servi de lieu de culte pendant la Révolution[8].

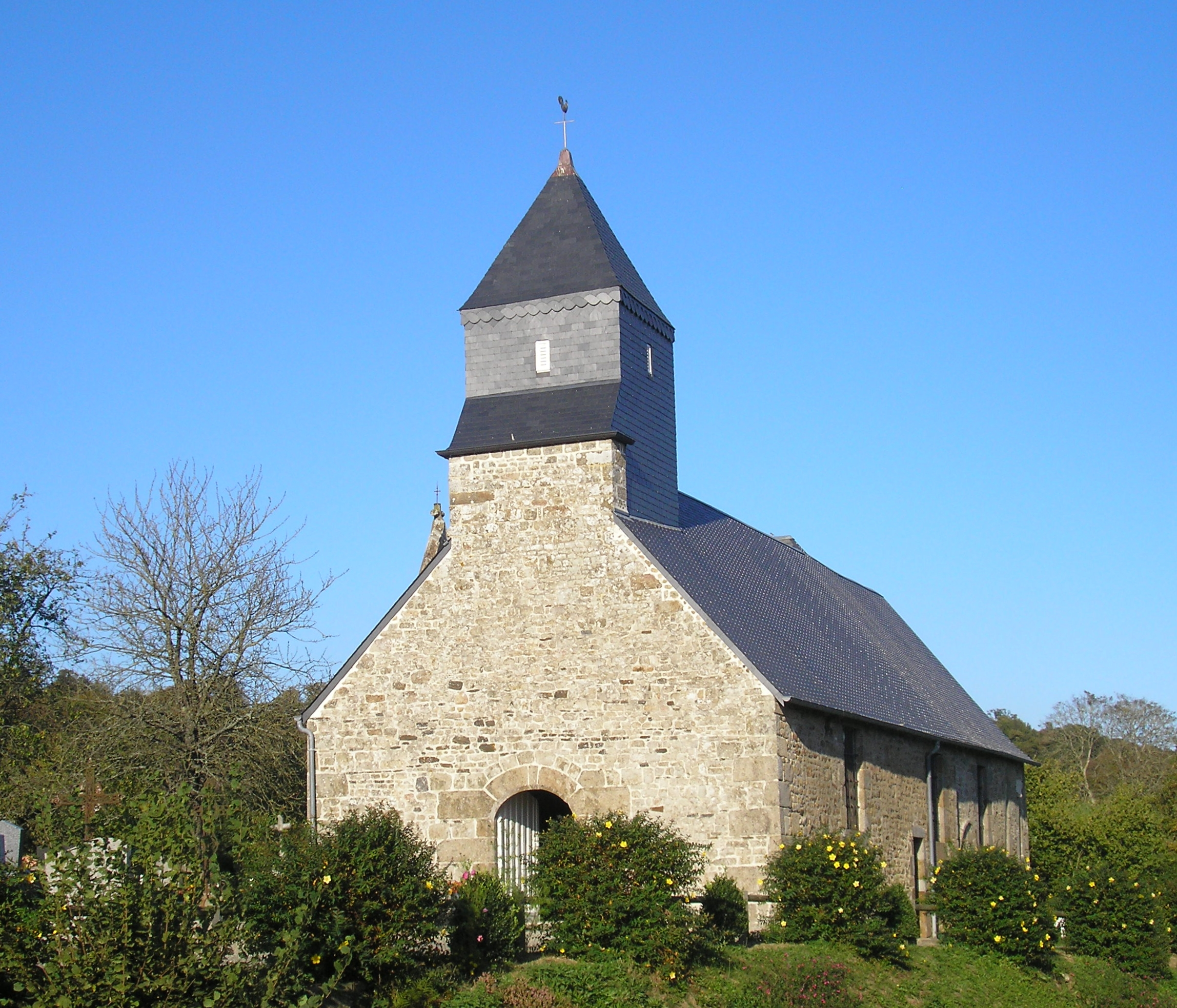
L'église Sainte-Eugienne.
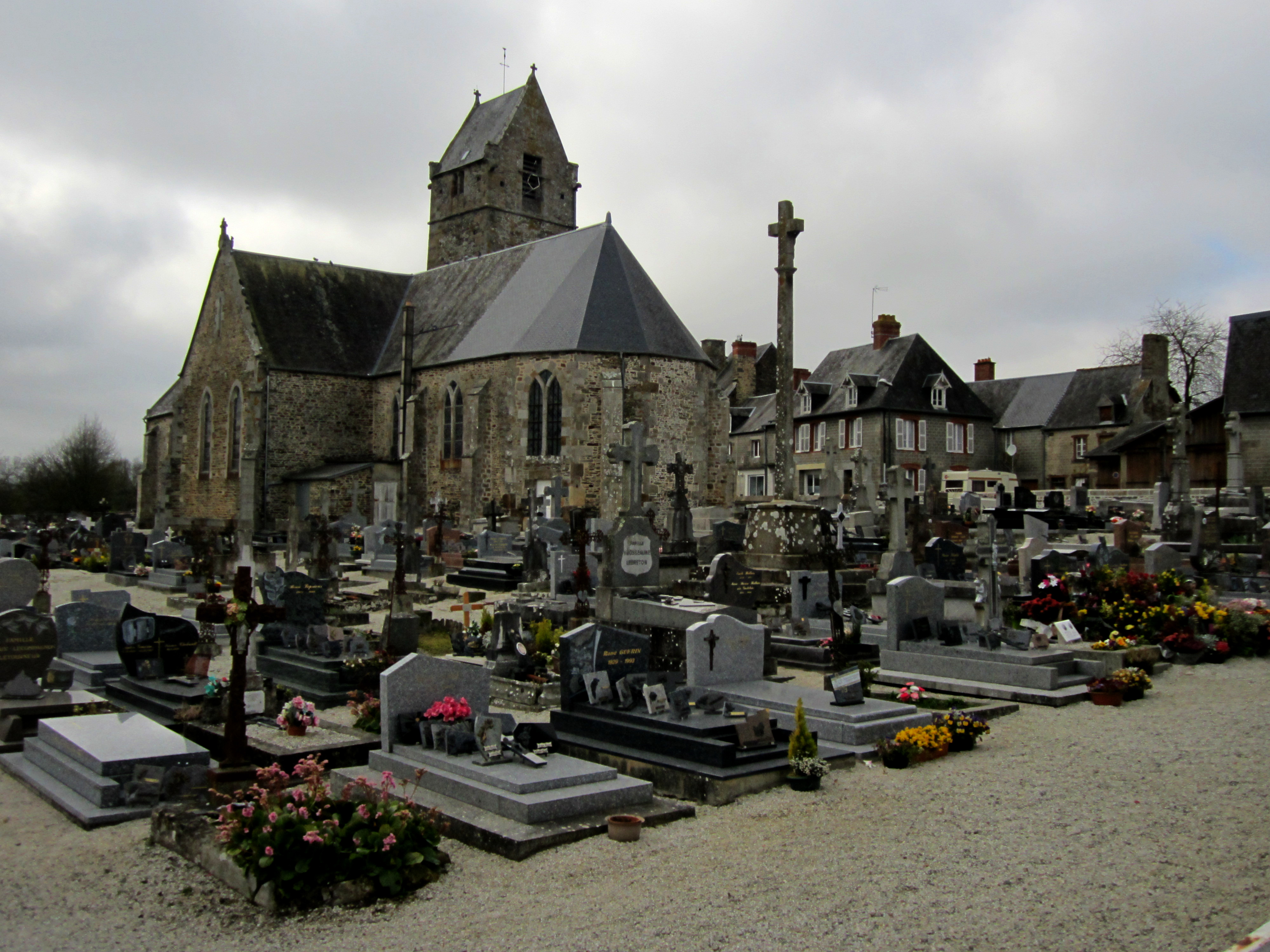
L'église Notre-Dame.Vue sud-est.
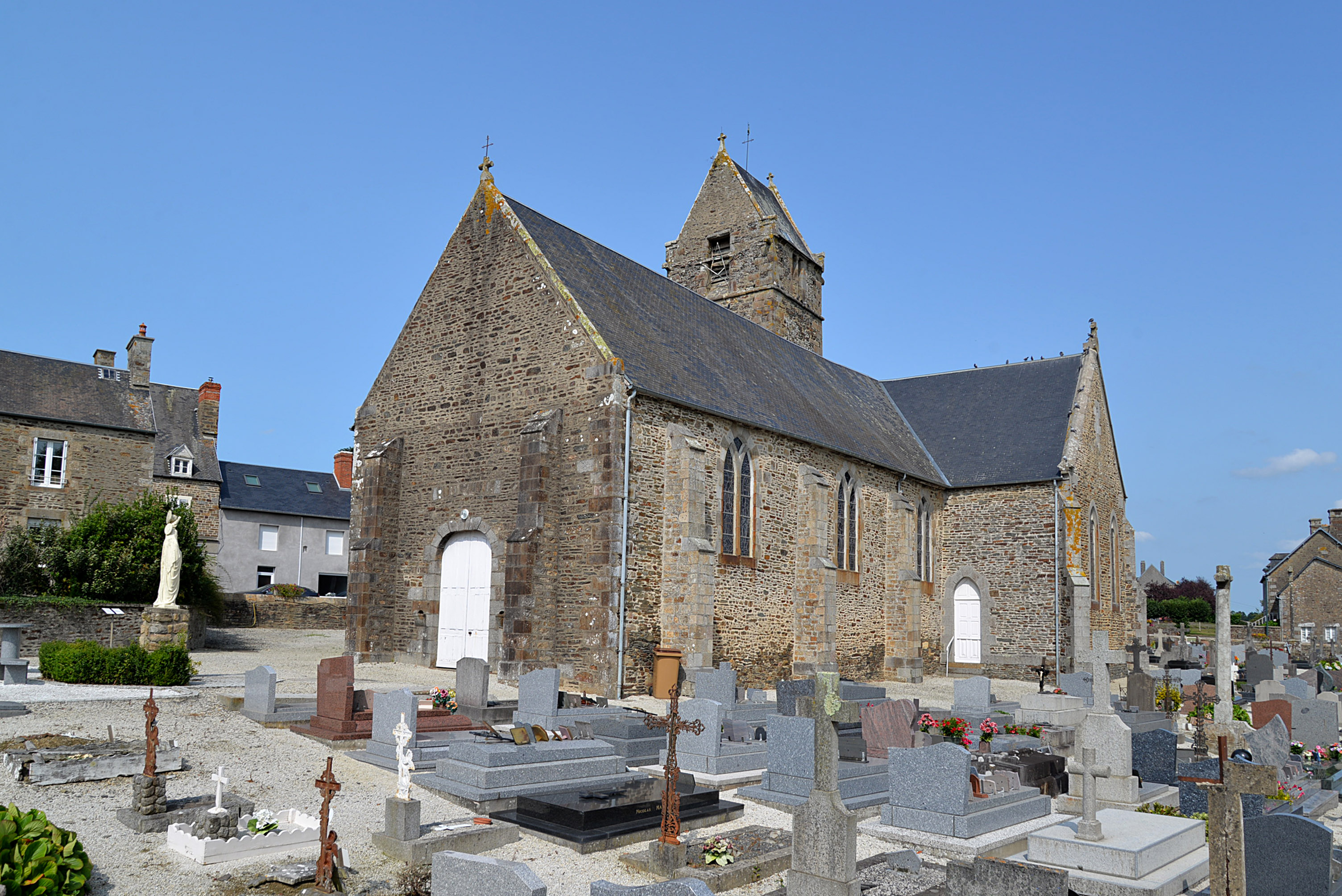
L'église Notre-Dame. Vue sud-ouest.
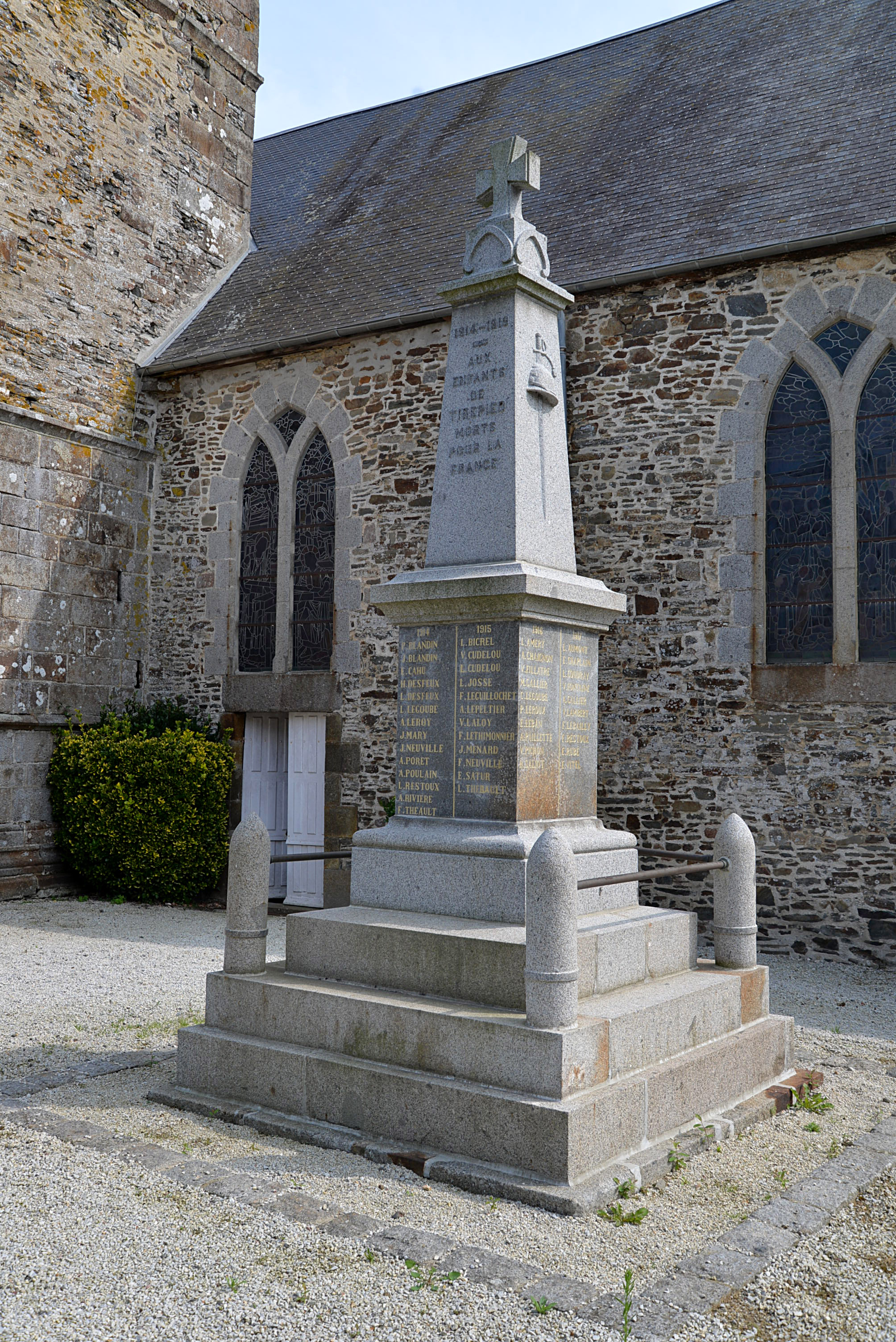
Le monument aux morts.

## Activités et manifestations

### Sports
L'Étoile sportive de Tirepied fait évoluer deux équipes de football en divisions de district.